# 中国旅游出版社
中国旅游出版社，是中华人民共和国的一个出版社，位于北京市崇文门内大街2号（崇文门饭店）3楼。

## 概述
1975年5月成立，是编辑出版旅游宣传品为主的综合性出版社，由中华人民共和国国家旅游局主办。出书范围包括有旅游理论、业务、知识图书。